# Église Saint-Pons de Saint-Pons
L'église Saint-Pons est une église située sur la commune de Saint-Pons, dans le département des Alpes-de-Haute-Provence en France.

## Historique
L'édifice est classé au titre des monuments historiques par arrêté du 31 octobre 1912.